# Кулишова, Полина Васильевна
Полина Васильевна Кулишова (1927 — 2013) — советский, российский врач. Народный врач СССР (1980).

## Биография
Родилась 11 января 1927 года. 
В 1951 году окончила Саратовский медицинский институт.
По окончании института работала врачом-педиатром Йошкар-Олинской городской детской больницы. После одиннадцати лет на педиатрическом участке перешла в ревматологи. В 1967 году была назначена заместителем главного врача (начмедом), и почти два десятка лет занимала эту должность.
Более 20 лет занималась только функциональной диагностикой. Освоила ультразвуковую диагностику, пройдя обучение в Москве.
Ушла из жизни 18 ноября 2013 года.

### Семья
- Муж — Пётр Иванович, главный инженер, директор завода
- Двое детей.

## Награды и звания
- Заслуженный врач Марийской АССР
- Народный врач СССР (1980)